# معرض البحرين الدولي للمعارض والمؤتمرات
معرض البحرين الدولي للمعارض والمؤتمرات ويعرف أيضا باسم مركز البحرين الدولي للمعارض هو مركز معارض يقع في المنامة عاصمة البحرين.
تبلغ مساحة المعرض 14 ألف متر مربع بينما مساحة الفعاليات تبلغ 1400 متر مربع. المعرض قادر على استضافة 5 آلاف مندوب بينما يصل عدد الزائرين إلى 30 ألف زائر في اليوم. هناك 800 موقف للسيارات. يعتبر أكبر منشأة للمعارض والمؤتمرات في البحرين.
يقع المعرض على الجانب الشمالي من شارع 28 جنوبي شارع الشيخ خليفة بن سلمان وهو محاط بمراكز التسوق. إلى الشمال مجمع العالي وإلى الشمال الغربي مجمع السيف وإلى الغرب مجمع البحرين وإلى الشرق هو مجمع الدانة وإلى الشمال الشرقي مجمع بحرين سيتي سنتر.